# Buzzing
Buzzing és la paraula tècnica que s'utilitza per descriure l'acció de fer vibrar els llavis per fer sonar un instrument de vent. Amb aquesta tècnica es pretén obtenir una posició correcta dels llavis en el registre agut, a més d'enfortir els músculs facials que intervenen en la generació de so només amb els llavis o amb el broquet.
Amb un control i domini del buzzing es milloren aspectes com ara emissió, sonoritat, afinació o resistència del so produït.